# Pokój Boży (kongres)
Pokój Boży – ogólnoświatowa seria kongresów (dużych spotkań religijnych) zorganizowanych przez Świadków Jehowy, które rozpoczęły się w lipcu 1986 roku na półkuli północnej, a zakończyły w styczniu 1987 roku na półkuli południowej.

## Kongresy w Polsce

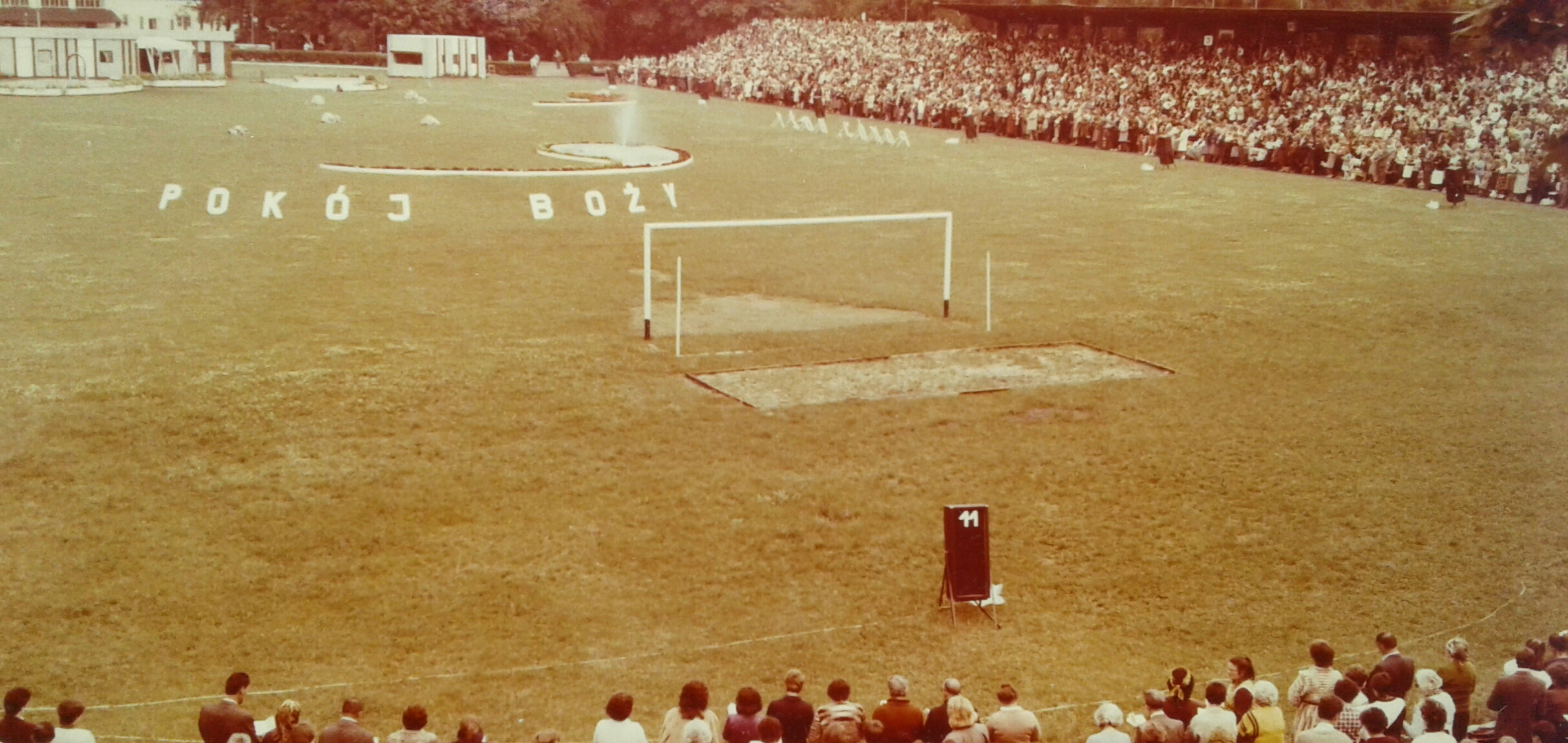
Kongres pod hasłem „Pokój Boży” (Stadion Korony Kraków)

Pomimo niezalegalizowanej jeszcze działalności Świadków Jehowy w Polsce, władze państwowe wyraziły zgodę na zorganizowanie latem kongresów.
Zorganizowano serię 9 trzydniowych kongresów na stadionach: w Gdańsku, Krakowie (25–27 lipca, stadion Korony), Lublinie, Łodzi, Poznaniu, Sosnowcu (1–3 sierpnia, Stadion Ludowy), Szczecinie, Warszawie (stadion Gwardii) i Wrocławiu.
Na zgromadzeniach w Polsce obecnych było 111 508 osób, a około 4000 zostało ochrzczonych.

## Kongresy na świecie

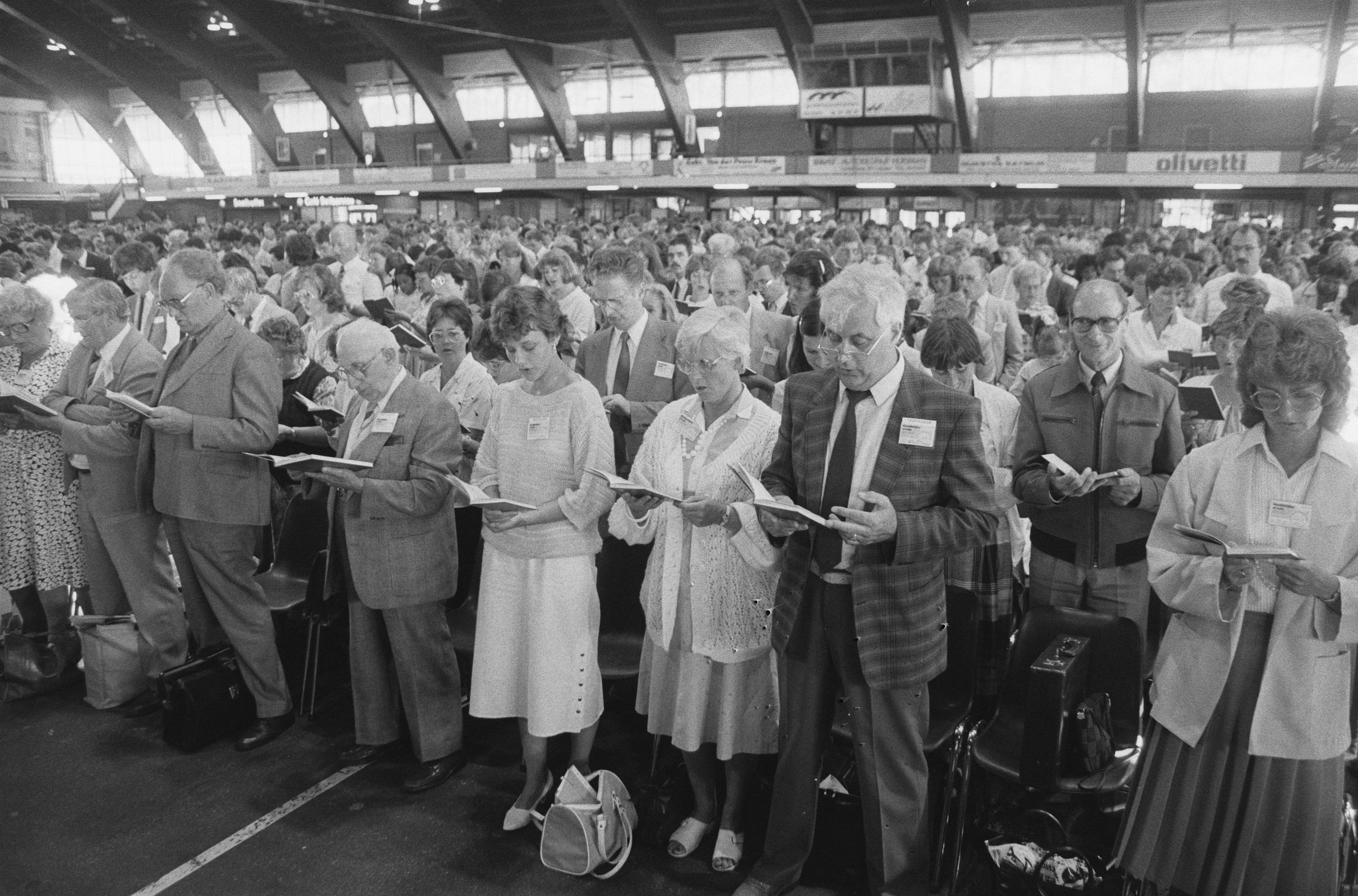
Kongres, Lejda (Holandia)

Kongresy odbyły się w przeszło 140 krajach.
W Austrii kongres odbył się na Gerhard-Hanappi-Stadion w Wiedniu. Program przedstawiono w języku niemieckim, austriackim migowym oraz dla delegatów, Świadków Jehowy z Węgier, gdzie działalność nie była zalegalizowana – w języku węgierskim. Kongresy odbyły się również w Linzu (także w języku serbsko-chorwackim dla delegatów z Jugosławii), Bregencji i Villach.
Kongres w Surigao na Filipinach zorganizowano pomimo przejścia tajfunu, który poważnie uszkodził miejsce zgromadzenia. Liczba obecnych na tym kongresie wyniosła 9932 osoby.
Po raz pierwszy zorganizowano kongres w Tamale w Ghanie, w którym uczestniczyło 4220 osób.
W Gwinei po raz pierwszy odbył się kongres Świadków Jehowy. W zgromadzeniu w Guéckédou uczestniczyli Świadkowie Jehowy z Gwinei oraz delegacje z Sierra Leone i Liberii. Rząd Gwinei umożliwił bezpłatną przeprawę przez rzekę, oddzielającą to państwo od Liberii i Sierra Leone, lecz także nakazał przepuścić bez kontroli granicznej każdego, kto posiadał plakietkę kongresową oraz nieodpłatnie udostępnił miejsca noclegowe. Gubernator prefektury Guéckédou, gościł 11 uczestników kongresu w swej rezydencji i był też jednym z 1132 obecnych na tym zgromadzeniu.
W Republice Federalnej Niemiec zorganizowano 18 kongresów, na których program przedstawiono w języku niemieckim, angielskim, francuskim, greckim, hiszpańskim, portugalskim, serbsko-chorwackim, tureckim, włoskim i niemieckim migowym. Zgromadzenia odbyły się w Berlinie, Bremie, Dortmundzie, Frankfurcie (dwa zgromadzenia), Friedrichshafen, Gelsenkirchen, Hanowerze, Kaiserslautern, Monachium (dwa zgromadzenia), Neumünster (dwa zgromadzenia), Norymberdze, Offenburgu, Porta Westfalica, Saarbrücken i Stuttgarcie.
Pomimo trwających niepokojów społecznych w Panamie, w kongresach, udział wzięło ponad 10 tysięcy osób.
W Salwadorze w kongresach, które odbyły się w grudniu – dwa miesiące po trzęsieniu ziemi – uczestniczyły 30 003 osoby, a 521 zostało ochrzczonych. Liczba Świadków Jehowy w Salwadorze wynosiła wtedy około 16 tysięcy.
W samych tylko Stanach Zjednoczonych w 65 miastach zorganizowano 135 czterodniowych kongresów, w których wzięło udział ponad 1,2 miliona osób, a 12 603 zostało ochrzczonych. Program przedstawiono w 11 językach. Na trzech zgromadzeniach, zorganizowanych na Yankee Stadium w Nowym Jorku, zebrało się 95 091 osób, a 1110 zostało ochrzczonych.
W Szwajcarii odbyło się 5 zgromadzeń (Berno, Genewa, Lugano, Payerne, Zurych), a program przedstawiono w języku: francuskim, hiszpańskim, niemieckim, portugalskim i włoskim.
W zgromadzeniu w stolicy Vanuatu uczestniczyło 300 osób, w tym 84 głosicieli działających w Vanuatu.
Na Węgrzech, po raz pierwszy odbyło się oficjalne zgromadzenie, zorganizowano je za zgodą władz w budapeszteńskim Parku Młodzieży Kamaraerdő. Wzięło w nim udział przeszło 4000 osób.
W Zambii, na zgromadzenia przybyły 629 953 osoby – co 11 mieszkaniec tego kraju.

## Ważne punkty programu
- Dramaty:
  - Szukaj sprawiedliwości Bożej
  - Zachowanie przy życiu w czasie głodu[19]
- Wykład publiczny:
  - Nareszcie pokój! – gdy mówi Bóg

Program nawiązywał do kwestii pokoju. Podkreślił, że Jehowa jest Bogiem pokoju i pobłogosławił swój lud pokojem (Ps. 29:11). Zwrócił uwagę, że osoby przejawiające wiarę popartą uczynkami pozostają w pokojowych stosunkach z Bogiem, dzięki czemu mogą także zachowywać pokój ze współwyznawcami oraz członkami swoich rodzin (Flp 4:7, 9; Rz 16:20).
Zgromadzenia miały na celu w jeszcze większej mierze pomóc wszystkim uczestnikom gorliwie pielęgnować i krzewić pokój (Rz 12:18).
W przemówieniu kluczowym uwypuklono, że Jehowa Bóg oraz Syn Boży, „Książę Pokoju”, obiecali swoim naśladowcom pokój, który w pełniejszej mierze będzie możliwy tylko w raju na ziemi pod rządami Królestwa Bożego (Iz 9:6; J 14:27; 16:33).
Myśl przewodnia każdego dnia nawiązywała do pokoju; pierwsza z nich była zaczerpnięta z Psalmu 29:11: „Jehowa pobłogosławi swój lud pokojem”; druga: „obuwszy nogi w wyposażenie dobrej nowiny o pokoju” (Ef 6:15), trzecia: „usilnie starając się zachować jedność ducha w jednoczącej więzi pokoju” (Ef 4:3); a ostatnia zaczerpnięta była z Listu do Rzymian 16:20 „A Bóg, który daje pokój, wkrótce zmiażdży Szatana pod waszymi stopami”. Codziennie omawiano inny aspekt pokoju.

## Kampania informacyjna
W miastach kongresowych, w których odbyły się czterodniowe zgromadzenia, w piątkowe popołudnie zorganizowano kampanię informacyjną, polegającą na zapraszaniu mieszkańców na zgromadzenie.